# Le Vernet (Alpes da Alta Provença)
Le Vernet é uma comuna francesa na região administrativa da Provença-Alpes-Costa Azul, no departamento dos Alpes da Alta Provença. Estende-se por uma área de 23,05 km². Em 2010 a comuna tinha 130 habitantes (densidade: 5,6 hab./km²).